# (5404) Uemura
(5404) Uemura ist ein Asteroid des Hauptgürtels, der am 15. März 1991 von den japanischen Astronomen Kin Endate und Kazurō Watanabe am Kitami-Observatorium (Sternwarten-Code 400) in Kitami in Hokkaidō entdeckt wurde.
Der Asteroid wurde nach dem japanischen Abenteurer und Bergsteiger Naomi Uemura (1941–1984) benannt, der bis 1970 fünf der Seven Summits bezwungen hatte, ehe er im Februar 1984 bei einer Solo-Winterbesteigung des Mount McKinley tödlich verunglückte.